# Mladice
Mladice jsou malá vesnice, část obce Zavlekov v okrese Klatovy v Plzeňském kraji. Nachází se asi 1,5 kilometru jihovýchodně od Zavlekova. Je zde evidováno 21 adres. V roce 2011 zde trvale žilo 29 obyvatel.
Mladice leží v katastrálním území Zavlekov o výměře 6,96 km².

## Historie
První písemná zmínka o vesnici pochází z roku 1404.

## Obyvatelstvo
| Rok            | 1869 | 1880 | 1890 | 1900 | 1910 | 1921 | 1930 | 1950 | 1961 | 1970 | 1980 | 1991 | 2001 | 2011 | 2021 |
| -------------- | ---- | ---- | ---- | ---- | ---- | ---- | ---- | ---- | ---- | ---- | ---- | ---- | ---- | ---- | ---- |
| Počet obyvatel | 134  | 149  | 142  | 132  | 133  | 144  | 120  | 76   | 67   | 65   | 51   | 29   | 35   | 29   | 28   |
| Počet domů     | 17   | 19   | 20   | 21   | 20   | 20   | 20   | 22   | 22   | 16   | 14   | 17   | 19   | 18   | 18   |

## Galerie

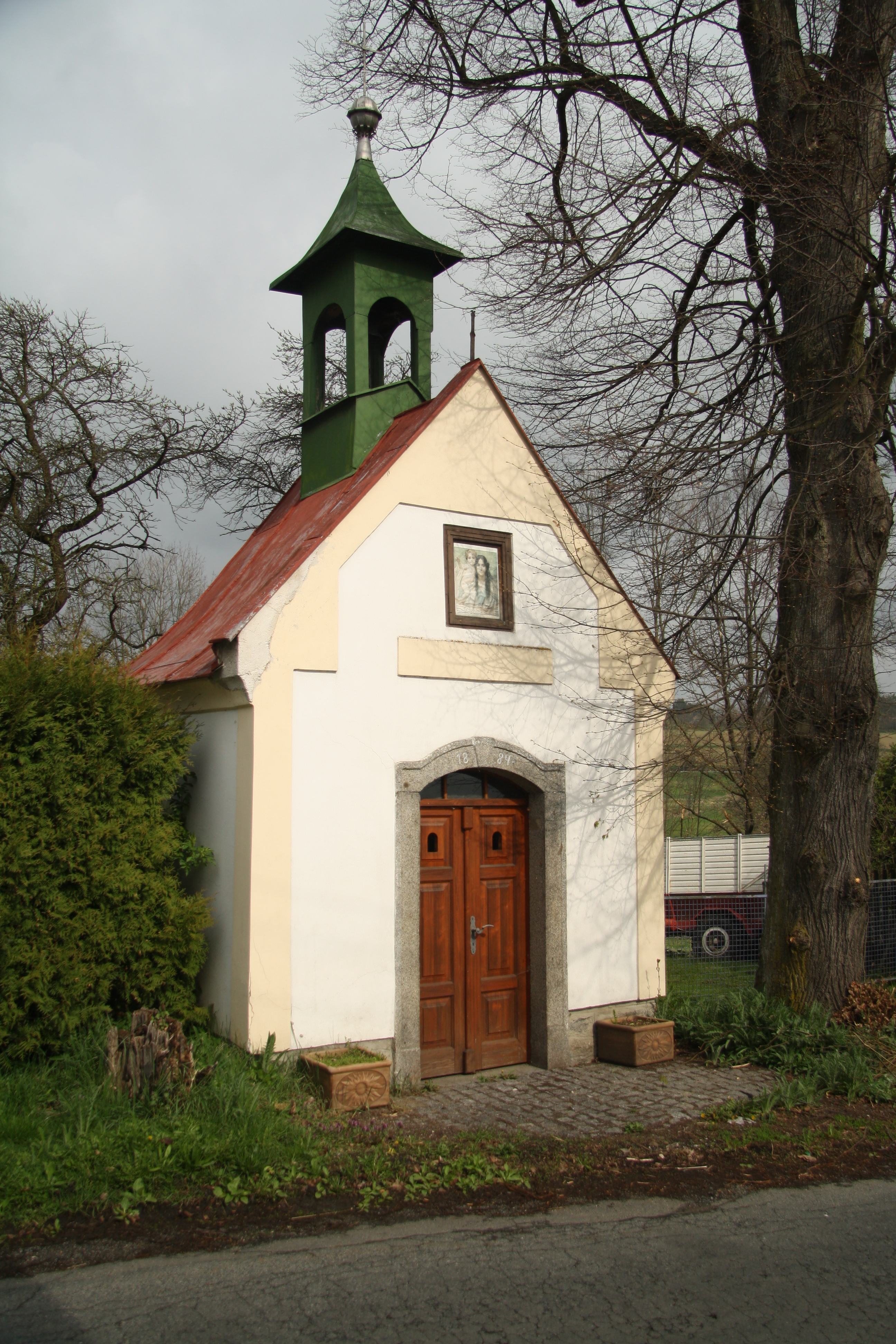
Kaplička
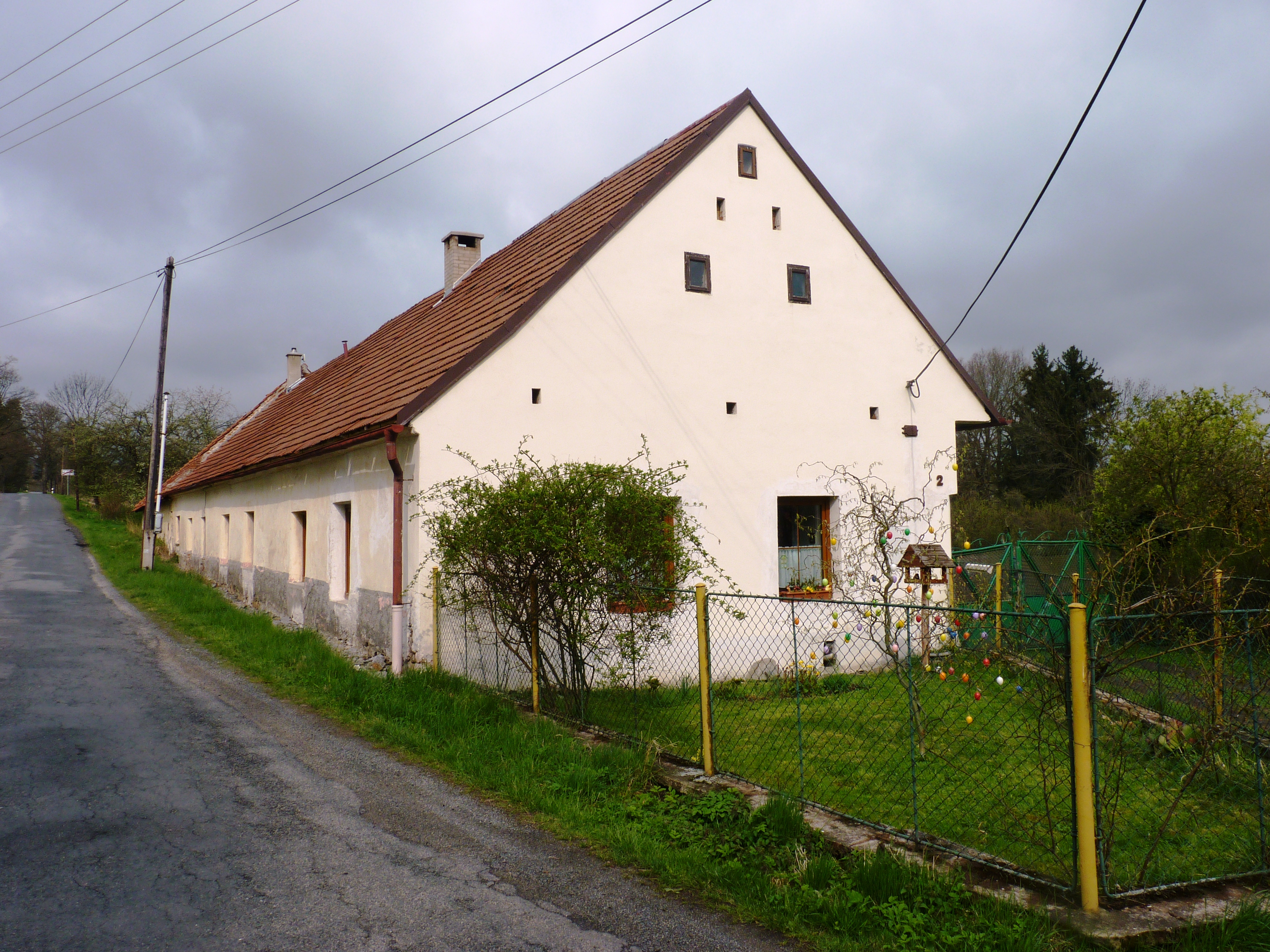
Dům
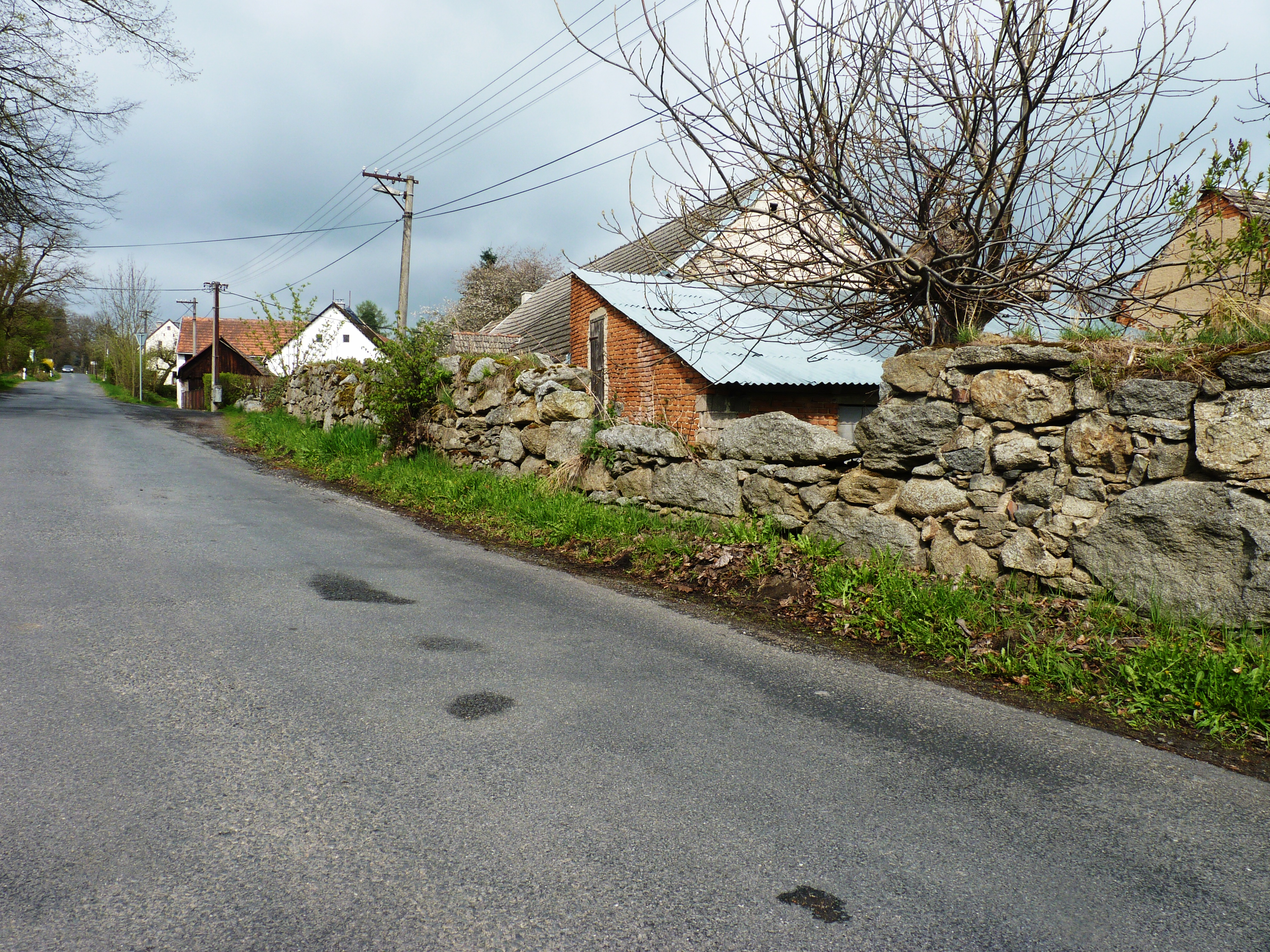
Zídka